# Conus regius
Espèce
Statut de conservation UICN

 LC  : Préoccupation mineure
Conus regius est une espèce de mollusques gastéropodes marins de la famille des Conidae.
Comme toutes les espèces du genre Conus, ces escargots sont prédateurs et venimeux. Ils sont capables de « piquer » les humains et doivent donc être manipulés avec précaution, voire pas du tout.

## Distribution
Cette espèce marine est présente dans la Mer des Caraïbes et dans le Golfe du Mexique ; dans l'océan Atlantique au large du Île de Brasil.

### Niveau de risque d’extinction de l’espèce
Selon l'analyse de l'UICN réalisée en 2011 pour la définition du niveau de risque d'extinction, cette espèce est très répandue et commune. Il n'y a actuellement aucune menace connue pour cette espèce. Cette espèce est classée dans la catégorie préoccupation mineure.

## Taxonomie

### Publication originale
L'espèce Conus regius a été décrite pour la première fois en 1791 par le naturaliste et chimiste allemand Johann Friedrich Gmelin dans « Systema Naturae Linneaeus (ed) Ed 13 »,.

### Synonymes
- Conus (Stephanoconus) regius Gmelin, 1791 · appellation alternative
- Conus ammiralis  var. regius Gmelin, 1791 · non accepté
- Conus citrinus Gmelin, 1791 · non accepté
- Conus gadesi Espinosa & Ortea, 2005 · non accepté
- Conus leucostictus Gmelin, 1791 · non accepté
- Conus nebulosus Hwass, 1792 · non accepté
- Conus spurius (Röding, 1798) · non accepté
- Cucullus coronacivica Röding, 1798 · non accepté
- Cucullus spurius Röding, 1798 · non accepté
- Stephanoconus regius (Gmelin, 1791) · non accepté

### Sous-espèces
- Conus regius abbotti Clench, 1942, accepté en tant que Conus jucundus G. B. Sowerby III, 1887